# 1493

## Esdeveniments
Països Catalans
Resta del món
- 1 de març - Baiona (Galícia): hi arriba la caravel·la "La Pinta" després del primer viatge a Amèrica de Cristòfor Colom.
- 15 de març - Palos de la Frontera (Huelva, Andalusia, Espanya): Cristòfol Colom hi arriba després de descobrir Amèrica.
- L'expedició marítima de Cristòfor Colom arriba al port andalús de Palos després d'haver descobert el Nou Món.[1]

## Naixements
Països Catalans
- 6 de març - València: Joan Lluís Vives, escriptor i filòsof humanista.

Resta del món
- Perpinyà: Cosme Damià Hortolà, teòleg i hebraista, assistent al Concili de Trento, abat de Vilabertran i rector de la Universitat de Barcelona.

## Necrològiques
Països Catalans
Resta del món
- 31 de març - Palos de la Frontera (Huelva): Martín Alonso Pinzón, navegant i explorador, codescobridor d'Amèrica.